# Peter Sabroe Klubbens Hæderspris
 Ikke at forveksle med Peter Sabroe-prisen.
Peter Sabroe Klubbens Hæderspris er en pris, der uddeles til et menneske eller en organisation, der virker for de samme sociale, politiske og mediemæssige idealer som Peter Sabroe. Prisen og Peter Sabroe Klubben, der står bag den, er opkaldt efter  journalisten, politikeren og børnerettighedsforkæmperen Peter Sabroe. Prisen omfatter 10..000 kr. og en skulptur af kunstneren Peter Hesk Møller. Prisen blev første gang uddelt i 2008. I de første år uddeltes den på Sabroes fødselsdag den 23. januar.

## Peter Sabroe Klubben
Prisen uddeles af Peter Sabroe Klubben, der består af mennesker med et socialdemokratisk ideologisk grundlag og med tilknytning til kommunikation, hvad enten det er professionelt eller på frivillig basis. Klubbens formål er at arbejde for at fremme Sabroes visioner og idealer.

## Modtagere
- 2008 - Mette Frederiksen - [2]
- 2009 - Anker Jørgensen[3]
- 2010 - Børns Vilkår[6]
- 2011 - Jørgen Dragsdahl[6]
- 2018 - Poul Nyrup Rasmussen[5]
- 2019 - Red Barnet[6]